# Romeo Langford
Romeo James Langford, född 25 oktober 1999, är en amerikansk basketspelare som spelar för Boston Celtics i National Basketball Association (NBA). Han spelade collegebasket i Indiana Hoosiers. Langford valdes som totalt 14:e spelare av Celtics i NBA:s draft 2019.

## Karriär

### Boston Celtics (2019–)
Langford valdes som totalt 14:e spelare totalt av Boston Celtics i NBA:s draft 2019. Den 11 juli 2019 meddelade Celtics att Langford skrivit på för klubben. Langford flyttades inledningsvis till Maine Red Claws och startade säsongen i NBA G League. Han skadade vristen i en match mot Fort Wayne Mad Ants den 15 november. Den 22 september 2020 meddelade Boston Celtics att Langford hade genomfört en operation efter att ha skadat sin högra handled och att han skulle missa resten av säsongen 2019/2020.
Efter den skadedrabbade rookiesäsongen missade Langford även den första halvan av säsongen 2020/2021 och återvände inte till spel förrän den 4 april i en match mot Charlotte Hornets. Han fortsatte vara en rotationsspelare och spelade totalt 18 matcher under den ordinarie säsongen. Celtics hade skadebekymmer under NBA-slutspelet 2021 och Langford tog då en större roll och snittade mer än 27 minuter speltid under de fyra slutspelsmatcher han spelade. I den femte slutspelsmatchen mot Brooklyn Nets gjorde Langford ett karriärbästa med 17 poäng samt 2 bollstölder och 2 blockeringar.
Han spelade för Celtics i NBA Summer League 2021.